# ティモシウカ (チェルカースィ地区)
ティモシウカ（ウクライナ語: Тимошівка、ウクライナ語ラテン翻字: Tymoshivka）は、ウクライナのチェルカースィ州チェルカースィ地区に位置するセロ。2009年時点で人口は811人である。
2020年7月18日まではカミアンカ地区に属していた。同地区はウクライナの行政改革の一環で廃止され、カミアンカ地区はチェルカースィ地区に統合された。

## 出身人物
- カロル・シマノフスキ - 作曲家